# Campionato europeo per Nazioni di rugby a 13 1945-1946
Il Campionato europeo per Nazioni di rugby a 13 del 1945 - 1946 fu la sesta edizione del massimo torneo continentale di rugby league o rugby a 13, la prima dopo la seconda guerra mondiale; venne disputato come di consueto dalle nazionali della Francia, del Galles e dell'Inghilterra. Dopo 11 anni l'Inghilterra riesce a imporsi nuovamente ed a vincere il suo secondo titolo.

## Formula
La formula rimane invariata anche per questa edizione e venne disputato un girone all'italiana di sola andata tra le tre partecipanti.

## Risultati
| Swansea 24 novembre 1945 | Galles | 11 – 3 | Inghilterra | (30.000 spett.) |

| 23 febbraio 1946 | Inghilterra | 16 – 6 | Francia |  |

| Bordeaux 24 marzo 1946 | Francia | 19 – 7 | Galles |  |

## Classifica
| Posizione | Nazione     | Partite | Partite | Partite | Partite | Punti | Punti  | Punti      | Punti in classifica |
| Posizione | Nazione     | Giocate | Vinte   | Nulle   | Perse   | Fatti | Subiti | Differenza | Punti in classifica |
| --------- | ----------- | ------- | ------- | ------- | ------- | ----- | ------ | ---------- | ------------------- |
| 1         | Inghilterra | 2       | 1       | 0       | 1       | 19    | 17     | +2         | 2                   |
| 2         | Francia     | 2       | 1       | 0       | 1       | 25    | 23     | +2         | 2                   |
| 3         | Galles      | 2       | 1       | 0       | 1       | 18    | 22     | -4         | 2                   |

- Inghilterra campione per lo scontro diretto vinto con la Francia.

## Campioni
| Nazione vincitrice edizione 1945-1946 |
| ------------------------------------- |
| Inghilterra (2º titolo)               |